# デイヴ・フリッドマン
デイヴ・フリッドマン (Dave Fridmann,1946年6月19日 - ) は、アメリカ合衆国の音楽プロデューサー。
マーキュリー・レヴのメンバーでもある。ロック系のプロデューサーとしては世界で最も有名な一人。音の特徴として奥行き、広がりのある音が挙げられる。

## 人物
郷土愛が強いプロデューサーとしても非常に有名で、ニューヨーク郊外の街フレドニアで生まれ、現地の大学に通い、自身の仕事場もそこに作る程である。以前エコー&ザ・バニーメンのプロデュースも依頼されたが、フレドニアの自身のスタジオでなければ嫌だと言う理由で断っている。ナンバーガールの2ndアルバム(東芝EMI)のプロデュースを任された時はあまり日本語が通じなかったが、長期滞在の成果からか、3rdアルバム制作時には「もっとタイトに!」と日本語を連発するようになった。

## 手がけたアーティスト
- モグワイ
- ベル・アンド・セバスチャン
- フレーミング・リップス
- ウィーザー（ピンカートン）
- The Delgados
- Clap Your Hands Say Yeah
- MGMT
- ジェーンズ・アディクション
- Quasi
- ナンバーガール（SAPPUKEI,NUM-HEAVYMETALLIC）
- MASS OF THE FERMENTING DREGS（MASS OF THE FERMENTING DREGS）
- ZAZEN BOYS（ZAZEN BOYS 4）
- ART-SCHOOL
- ペンギンノイズ
- Tame Impala
- Clairo